# Caricea
Caricea is een geslacht van insecten uit de familie van de echte vliegen (Muscidae), die tot de orde tweevleugeligen (Diptera) behoort.

## Soorten
- C. acuticauda (Huckett, 1966)
- C. aemulata (Huckett, 1972)
- C. alma (Meigen, 1826)
- C. brevitarsis (Malloch, 1935)
- C. eludens (Huckett, 1965)
- C. erythrocera Robineau-Desvoidy, 1830
- C. nearctica (Huckett, 1965)
- C. setipes (Malloch, 1935)
- C. tinctinervis (Malloch, 1935)
- C. varians (Malloch, 1935)
- C. verna (Fabricius, 1794)